# La donna è mobile
La donna è mobile è un'aria dell'opera Rigoletto di Giuseppe Verdi, cantata dal   personaggio del Duca di Mantova (tenore) nel terzo e ultimo atto.
È uno dei brani d'opera più popolari, grazie alla sua estrema orecchiabilità e al suo accompagnamento danzante. Si racconta che Verdi ne avesse proibito la diffusione prima dell'andata in scena dell'opera, al Teatro La Fenice di Venezia, per non rovinarne l'effetto.

## Composizione
La donna è mobile rende perfettamente il contesto drammaturgico. Il suo carattere triviale riflette il luogo, i bassifondi della città di Mantova, e la situazione. Nella prima esposizione, in forma completa in due strofe, il Duca, mentre si prepara all'incontro con Maddalena, donna di strada e sorella del sicario Sparafucile, incaricato da Rigoletto di ucciderlo, riflette con superficiale leggerezza sulla personale visione di vacuità e imperscrutabilità femminile.
Nei due ritorni successivi il senso dell'aria si rivela compiutamente. Il primo, solo canticchiato, rivela ancor meglio la sua natura di musica di scena, ossia una canzonetta che il Duca si diverte a intonare mentre sale le scale per andare a sonnecchiare nel granaio, in attesa che Maddalena lo raggiunga. I frammenti di melodia che il Duca omette qua e là sono intonati dal clarinetto, che in questo modo ci dà l'immagine del suo pensiero che continua a seguire la melodia anche quando la voce non la intona.
Ancora più caratterizzante è l'ultima ripresa, dopo che Sparafucile, su insistente richiesta di Maddalena, ha ucciso in luogo del Duca la figlia di Rigoletto in abiti maschili, creduta un viandante. Quando Rigoletto si appresta trionfante a gettare il sacco con il cadavere nel fiume, sente la voce del Duca che, da lontano, intona la solita canzone, che si rivela come un capolavoro di ironia tragica, giacché proprio il carattere triviale della musica le consente di stridere con tanta forza nel contesto drammaturgico. Si noti che solo in quest'ultima occasione Verdi prescrive l'acuto finale in Si, ma piano, "perdendosi poco a poco in lontano".

## I versi
I versi di Francesco Maria Piave sono divisi in due strofe. Ogni strofa si articola in due terzine formate da due quinari e un quinario doppio: un'irregolarità che costituisce un vezzo metrico sotto il quale si nasconde una più semplice struttura in quattro doppi quinari.
La donna è mobile

Qual piuma al vento,

Muta d'accento - e di pensiero.

Sempre un amabile,

Leggiadro viso,

In pianto o in riso, - è menzognero.
È sempre misero

Chi a lei s'affida,

Chi le confida - mal cauto il core!

Pur mai non sentesi

Felice appieno

Chi su quel seno - non liba amore!
Questi versi sono ispirati a una frase di Francesco I di Francia:

«Souvent femme varie, – Bien fol est qui s'y fie!»
A sua volta la frase fu ripresa da Victor Hugo nel dramma Le Roi s'amuse, da cui è tratto Rigoletto. Hugo vi aggiunse il verso:

«Une femme souvent – N'est qu'une plume au vent!»

## La musica

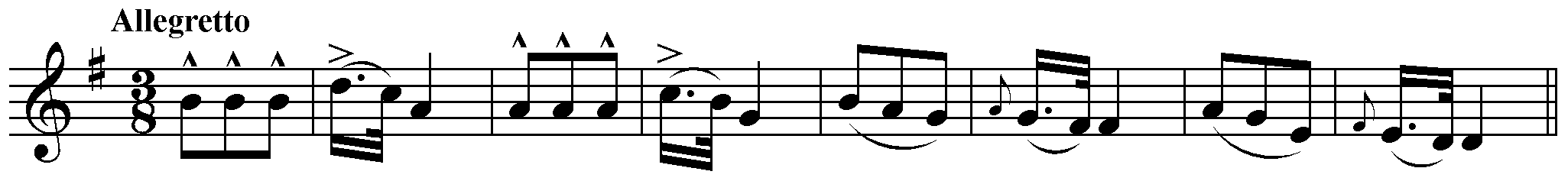
La prima frase de La donna è mobile trasposta in sol maggiore.

La prima esposizione, in si maggiore, è in tempo di allegretto. Il movimento ternario (in 3/8) è sottolineato dall'articolazione dell'inciso d'accompagnamento, il cui battere coincide col basso affidato agli archi gravi. Benché l'orchestra includa anche la sezione degli archi, la scrittura è di tipo bandistico: la melodia del tenore, con le sue caratteristiche ricadute, è annunciata in modo pesante (a dispetto dall'indicazione di "pianissimo") da tutti i legni, oltre che da violini e violoncelli.
Il carattere popolaresco, quasi di stornello, è ribadito dalla semplice cadenza che chiude la strofa "con forza". Segue una seconda strofa, identica alla prima tranne che per il testo, che in passato era frequentemente omessa nelle esecuzioni. La seconda esposizione, mentre il Duca sale nel granaio, oltre che per gli interventi del clarinetto, differisce dalla prima per la condotta più legata, meno brillante della melodia. D'altronde, come la didascalia specifica, il personaggio termina il suo canto "addormentandosi a poco a poco".
Gli impertinenti staccati iniziali ("La - don - na è...") e gli accenti aggiunti sul secondo movimento di battuta, a mo' di mazurca ("mo - bìl" ... "ven - tò"), tornano invece nell'ultima esposizione, spezzata dal drammatico declamato di Rigoletto e conclusa sul Si acuto. La presenza dell'acuto finale nelle precedenti esposizioni nasce da una tradizione che non tiene conto della volontà dell'autore.